# Mediafax
Mediafax S.A. este unul dintre cei mai mari furnizori de informație generală și de afaceri din România deținut de Mediafax Group, cunoscut în general pentru fluxurile sale de știri și fotografie de presă accesate de 90% din presa scrisă centrală și 70% dintre posturile de radio și de televiziune.
Cu toate acestea, activitatea de agenție de presă reprezintă doar o parte din portofoliul Mediafax, compania asumându-și rolul de a furniza informație de business de încredere unui larg spectru de comunități de afaceri și instituții. Produsele Mediafax Business acoperă piața valutară, piața de capital, piața monetară, știri economice și de eveniment, oportunități de afaceri, licitații, indicatori statistici, date despre firme (1.100 de societăți cotate pe piața de capital).
În anul 2006 Mediafax a avut o cifră de afaceri de 4,6 milioane de euro și pierderi de 290.000 de euro.

## Istoric
Mediafax este înființată în anul 1991, fiind prima agenție de presă independentă și privată din România și, totodată, prima instituție de presă din grupul Media Pro. Ideea înființării unei agenții de presă private a aparținut lui Adrian Sârbu ca alternativa la agenția de stat Agerpres (Rompres) și ca bază pentru viitoarele proiecte media ale Media Pro. 
Agenția Mediafax a fost gândită ca un furnizor de informație pentru întreaga presă română, dar și pentru structurile de presă care au urmat în cadrul Media Pro - Pro FM, Pro TV, Ziarul Financiar, etc. Mediafax a fost și o pepinieră internă de jurnaliști formați într-un spirit diferit față de cei care lucrau la acel moment în presa românească.
Echipa agenției s-a confruntat cu dificultățile specifice începuturilor presei independente în România post-comunistă (prejudecăți și suspiciune în relația dintre sursele potențiale de informații și presă), dar a beneficiat de pe urma interesului foarte mare al publicului față de actualitate și a efervescenței presei scrise din acea perioadă. Miza principală pentru jurnaliștii Mediafax a fost să câștige încrederea surselor, care puteau furniza informații de interes public și a celorlalți ziariști, care foloseau știrile agenției. Odată ce a devenit o sursă de încredere de informații, Mediafax a putut să țintească statutul de lider pe piața agențiilor de presă. 
Mediafax a fost agenția care a introdus în presa românească știrea din surse, verificată conform regulilor jurnalistice, ca o replică la știrea din surse oficiale furnizată de agenția de stat. Astfel, Mediafax a obținut întâietatea în anunțarea unor evenimente importante, care apoi erau confirmate oficial. Mediafax este autoarea unor formule jurnalistice consacrate în timp, cum ar fi "surse judiciare", "surse oficiale", într-o perioadă în care presa românească era timorată și parțial dependentă de stat. Tot Mediafax a consacrat background-ul în știrea de presă, jurnaliștii săi fiind recunoscuți în presa românească ca artizani ai background-ului și ai știrilor complete.
La început, echipa Mediafax era formată din doar 12 jurnaliști, în următorul an ajungând la 50-60. Primul sediu a fost pe Calea Victoriei nr. 133-135, într-o clădire din curtea fostului sediu al Uniunii Scriitorilor în care înainte de 1989 a funcționat Ministerul Industriilor Construcțiilor de Mașini (MICM). De altfel, clădirea era cunoscută dinainte de 1989 cu numele de "MICM" și era afectată de cutremure, multe redacții desfășurându-și activitatea acolo din lipsă de alte spații în afară de cele de la Casa Scânteii (ulterior Casa Presei Libere). Astăzi clădirea nu mai există.
În primele luni de funcționare a agenției, știrile Mediafax erau redactate la mașina de scris și apoi la trei calculatoare și erau apoi trimise în plicuri și printr-un singur fax către unele redacții ale ziarelor centrale. 
Mai târziu, toate fluxurile de știri au început să fie trimise în întreaga țară prin fax, din oră în oră. De altfel, numele de "Mediafax" provine de la Media+fax, adică media trimisă prin fax, de la fax-ul de pe care au început să fie transmise primele fluxuri de știri.
Ulterior, în anii 1993 și 1994, prin investiții masive pentru acea perioadă, Mediafax și-a mărit echipa redacțională la aproximativ 100 de jurnaliști, care transmiteau informații din toate domeniile. 
De fapt, a fost momentul creării nucleului redacțional dur al Mediafax, mulți dintre cei veniți atunci ajungând să ocupe importante funcții editoriale. 
Mediafax a fost prima instituție de presă care a cumpărat stații Motorola și pagere reporterilor, iar redacția a fost dotată cu calculatoare. Mediafax a fost și principalul canal prin care știrile externe traduse au ajuns în presa românească, prin parteneriatele cu AFP și Reuters. În aceeași perioadă, Mediafax își consacră logo-ul "Ziua de mâine începe acum". 
Ulterior, în 1997 Mediafax a fost prima instituție de presă ai cărei reporteri au avut telefoane mobile, imediat după lansarea rețelei GSM Dialog. Astfel, Agenția începe să se adreseze, cu produse individualizate, și companiilor, nu doar presei. În contextul în care tot mai mulți oameni de afaceri conștientizau importanța de a obține rapid informație de încredere, Mediafax lansează oferta de informații de afaceri. Primul produs de acest tip este Pachetul Executiv, structurat pe diferite tipuri de informații economice.
În 1995, Mediafax devine lider pe piața agențiilor de presă din România. Poziția de lider, pe care și-a păstrat-o, ulterior, fără întrerupere, se explică în principal prin credibilitatea sa în rândul abonaților (mass-media, companii și instituții publice). Acest atribut se reflectă în sloganul companiei: "Mediafax - The Trusted Information Company". În același an este înființat Departamentul Foto al agenției, care a ajuns, în timp, să furnizeze cel mai consistent flux intern de fotografie de eveniment. Sfârșitul anului aduce și mutarea sediului în bd. Maresal Averescu în clădirea Institutului Central de Informatica (ICI).
În această perioadă, jurnaliștii Mediafax sunt recunoscuți ca fiind cei mai compleți ziariști din presa română, pe lângă știri ei abordând treptat și alte genuri jurnalistice, cum ar fi reportajul, ancheta, documentarul, comentariul.
În 1997, Mediafax lansează un nou produs pentru comunitatea de afaceri, Business Focus, care oferea acces online la știri economice și la arhiva lor. 
O premieră a fost că toate fluxurile de știri Mediafax au început să fie transmise prin Internet. Informațiile au fost grupate într-un produs modern, Mediafax Online News, ajungând astfel mai rapid în redacții. Zilnic, Mediafax transmitea aproximativ 200 de știri. 
Tot atunci este lansat site-ul www.mediafax.ro.
În 1998, Mediafax dezvoltă în continuare produsele și serviciile pentru companii, lansând primul serviciu de monitorizare profesională a presei din România, într-o perioadă când majoritatea companiilor monitorizau încă presa cu resurse proprii.
În 1999, Mediafax începe să grupeze informațiile economice pe fluxuri și newslettere specializate pe anumite domenii. 
Primul flux și newsletter de acest tip este Media&Advertising, iar Mediafax Monitorizare începe să monitorizeze și programele de știri radio și pe cele TV, nu numai presa scrisă centrală.
În anul 2000 este lansată platforma Mediafax Business, gamă de servicii de informații de afaceri specializate pe domenii de activitate. Primului flux specializat, Media & Advertising, i se adaugă alte nouă fluxuri de informații de afaceri destinate domeniilor agricultură, auto, construcții, energetic, financiar, IT&C, legal, farmaceutic, turism. Apare și prima ediție a Mediafax Annual Report Media & Advertising - publicația ce deschide seria de anuare editate de Mediafax. La fel ca fluxurile de informații de afaceri, anuarele sunt destinate comunității de business și sunt dedicate principalelor domenii economice. Anuarele Mediafax cuprind analize ale pieței de profil, cronologii ale evenimentelor majore din respectiva industrie, statistici și studii, precum și baze de date cu principalele companii.
În 2001, Mediafax își mută sediul de pe Bd. Mareșal Averescu în Casa Presei Libere, iar în 2002 este lansat serviciul Mediafax Comunicate, folosit de companii și instituții publice pentru a transmite comunicate de presă către mass-media.
În 2003, Mediafax își lărgește activitatea și începe să producă și să furnizeze mobile content - știri, info utile, rezultate sportive, entertainment - pentru principalii operatorii de telefonie mobilă din România, în timp ce Mediafax Foto devine distribuitor exclusiv pentru România al serviciului fotografic AFP pentru cotidiene, new media și broadcasting, încheind în anii următori parteneriate cu Asociated Press, Reuters, New York Times, Vario Images. 
Jurnaliștii Mediafax încep să obțină premii la Clubul Român de Presă, în fiecare an care urmează ei obținând distincții interne și chiar internaționale. Tot în 2003 sediul Mediafax se mută din Casa Presei Libere în Str. Tudor Arghezi nr. 3B, lângă Teatrul Național din București.
În 2004, echipa Mediafax numără circa 300 de angajați permanenți, iar în perioada următoare, agenția intră într-un proces de înnoire a stilului jurnalistic, care se finalizează în 2006 printr-un nou Ghid editorial, care reflectă politica editorială de transmitere a informațiilor în timp real, prin trecerea la sistemul de știri publicate în succesiune (breaking news, flash, urmate știre spot) introdus și de principalele agenții de presă din lume. De asemenea, știrile încep să aibă etichete pentru recunoașterea genurilor jurnalistice, de genul FOCUS, EXCLUSIV, după modele internaționale, folosite ulterior si de restul mass-media din România. Reporterii Mediafax încep să semneze știrile difuzate pe flux și se lansează serviciul Audio, pentru a pune la dispoziția mass-media interviuri și declarații în exclusivitate ale personalităților vieții publice, oamenilor de afaceri sau purtătorilor de cuvânt. De asemenea, printr-o nouă serie de investiții, în 2006 Mediafax își îmbunătățește tehnologia și dotările.
Tot în 2006, Mediafax organizează primele sale conferințe de business - Romania Retail Forum și Romania Construct Forum - ce reunesc manageri de companii și autorități publice. Aceste conferințe sunt continuate în următorii ani de seria de evenimente Mediafax Talks (www.mediafaxtalks.ro). Mediafax Monitorizare folosește aplicații noi pentru a monitoriza și centraliza materialele jurnalistice și pune bazele rețelei de monitorizare a presei locale.
În 2007, are loc un facelift al identității vizuale a companiei. Noul logo, care este folosit și în prezent, reflectă mai bine orientarea către internet a business-ului Mediafax. Agenția ajunge la circa 400 de angajați permanenți și 200 de colaboratori în toată țara. Compania își diversifică din nou produsele și serviciile și își extinde mediile de difuzare prin informații transmise via web & wap. Astfel, Mediafax își întărește poziția de lider de piață, fiind cel mai mare furnizor de informație generală și de afaceri din România, poziție deținută până în prezent
În anii următori, compania s-a concentrat pe extinderea online , care continuă susținut și acum. Astfel, www.mediafax.ro se adresează în mod direct consumatorilor finali, iar www.mediafax.biz era primul website de informație economică în timp real din România. 
www.mediafax.ro și www.mediafax.biz câștigă premiile Internetics 2007 pentru Cel mai bun site de știri, respectiv Cel mai bun site de afaceri. 
Este lansat blogul jurnaliștilor Mediafax, "Dincolo de știri", accesibil la adresa www.mediafax.ro/blog. 
Este lansat site-ul www.news.mediafax.biz, care devine unica platformă de transmitere a informațiilor Mediafax către mass-media. www.news.mediafax.biz este desemnat "Cel mai bun site de știri" la premiile Internetics 2008.
Pe baza produselor și serviciilor furnizate și a publicului cărora li se adresează acestea, activitatea Mediafax s-a structurat pe șapte linii de business: Mediafax Mass-Media News (informații pentru mass-media), Mediafax Foto (fotografie de eveniment), Mediafax Business News (informații de afaceri pentru companii), Mediafax Monitorizare (monitorizare de presă), Mediafax Market Reports (anuare dedicate principalelor domenii economice și conferințe de business), Mediafax Mobile Services (conținut pentru telefonia mobilă) și www.mediafax.ro (știri pentru utilizatorii de Internet).
În ultimii ani, Mediafax a pus din nou accent pe îmbunătățirea stilului redacțional, pe informație exhaustivă, pe de o parte, și servicii personalizate, pe de altă parte. În plus, produsele s-au îmbunătățit tehnologic în fiecare an cu viteza caracteristică dezvoltării Internetului, fiind lansate versiuni succesive pentru fiecare dintre acestea.
Mediafax stă și la baza noii construcții care i-a preluat brand-ul, Mediafax Group, într-un proces de integrare modern, dar care amintește și de anii de început, știrile stând la baza produselor jurnalistice ale întregului grup. 
Mediafax Group reunește atât produsele și serviciile Mediafax, cât și pe cele din zona de print și on-line, înființate de-a lungul celor 20 de ani de Media Pro. Materialele furnizate de jurnaliștii de agenție constituie majoritatea într-un desk comun folosit de toate produsele grupului. 
Modernizarea produselor și serviciilor continuă în present pe componenta video, după un nou concept, care permite o mai bună utilizare a resurselor și care face ca brand-urile Mediafax Group să fie lideri de piață, așa cum Mediafax a fost și este lider în furnizarea de informații.

## Nume și logo

Logo

Numele companiei provine de la începuturile sale pe piața agențiilor de presă când fluxurile erau trimise prin fax către redacțiile de știri din România. Numele Mediafax a devenit o marcă puternică și de aceea a rămas neschimbat de atunci, deși compania s-a dezvoltat foarte mult, și-a diversificat portofoliul și a intrat pe piețe noi.

## Școala de jurnalism
Înscriindu-se printre primii jucători de pe piața mediatică de dupa Revoluția din 1989, Mediafax s-a numărat printre cei care au impus standardele în mass-media din România. De-a lungul timpului a format sute de jurnaliști care lucrează în prezent în redacțiile publicațiilor din întreaga țară, în birouri de presă ale ministerelor (de exemplu Ministerul Integrării Europene, Ministerul Educației și Cercetării), precum și în bănci și companii de renume (BCR, Rompetrol, Automobile Dacia, Energy Holding, Phillip Morris etc.).
Printre persoanele publice care au lucrat de-a lungul timpului la Mediafax se numără actualul purtător de cuvânt al Președinției și anterior al Guvernului Radu Vasile (1998-1999), secretarul general al Partidului Național Liberal și secretarul Comisiei de Apărare a Camerei Deputaților.

## Premii și distincții
Mediafax a obținut de-a lungul timpului mai multe premii și distincții, jurnaliștii agenției fiind recompensați de multiple organisme independente din mass-media.
TROFEELE GAUDEAMUS
Trofeul Presei "Mircea Sântimbreanu" pentru "Cea mai bună agenție de presă" - Mediafax (2008, 2006, 2004, 2002);
Trofeul pentru "Cea mai bună agenție de presă" - Mediafax (2010);
Trofeul Presei Online „prin votul publicului”, acordat Mediafax.ro la Târgul Gaudeamus (2002, 2018);
INTERNETICS
Cel mai bun site de știri www.mediafax.ro (2007, 2008).
Clubul Român de Presă
Marele Premiu pentru Jurnalism de Agenție: Adrian Țone (2008) - Mediafax
Știre de agenție: Ovidiu Vanghele (2011 și 2007), Thomas Dincă (2008), Alexandru Purcăruș (2006), Gabriela Chiriac Ralea (2005), Călin Cosmaciuc (2003) - Mediafax
Jurnalism sportiv: Romeo Chiriac (2011) - Mediafax
Press Freedom Award
Press Freedom Award - A Signal for Europe 2008, acordat de organizația “Reporteri fără Frontiere” Austria: Ovidiu Vanghele - Mediafax
Pictures of the Year International
Premiu de Excelență la categoria Sports Action în competiția de fotojurnalism Pictures of the Year International 2008: Andrei Pungovschi - Mediafax Foto
GALA COMUNIC@ȚII MOBILE
Jurnalistul IT&C al anului 2007: Adrian Dumitrache - Mediafax
ZIUA AGENȚIILOR DE PRESĂ
Cea mai bună depeșă de agenție: Ovidiu Vanghele (2011), Aurelia Alexa (2010), Irina Dârlea (2009) - Mediafax
Cel mai bun reportaj de agenție: Irina Dârlea (2008) - Mediafax
Cel mai bun interviu de agenție: Andrei Mazurchevici (2011), Oana Ghiță (2010) - Mediafax
Cel mai bun feature de agenție: Adrian Țone (2010) - Mediafax
Cel mai bun comentariu de agenție: Alexandru Purcăruș (2008) - Mediafax
Premiu special pentru jurnalism de investigație: Ovidiu Vanghele (2009) - Mediafax